# Église de la Réal
L'église de la Réal ou Notre-Dame de la Réal est une église catholique située à Perpignan, dans les Pyrénées-Orientales.

## Localisation
L'église de la Réal est située dans la rue du même nom, qui relie le milieu des rues Petite la Réal et Grande la Réal. Elle a donné son nom au quartier La Réal.

## Description
L'église a une longueur de 61 mètres pour une largeur de 22 mètres. Le plan est celui d'une nef unique divisée en huit travées. Sur les côtés des chapelles ont été aménagées entre les contreforts. L'église est orientée ouest-nord-ouest / est-sud-est.

## Historique

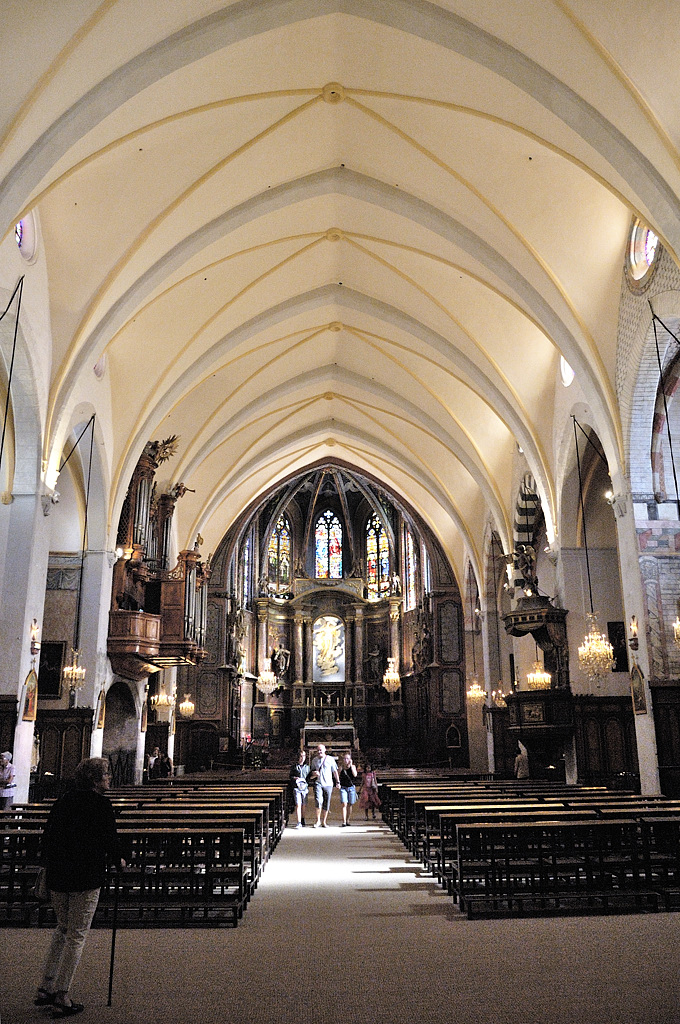
Intérieur de l'église de la Réal.

La paroisse de la Réal (royale), qui donne son nom à l'église, est fondée par le roi de Majorque Jacques II. Celui-ci vend le 2 janvier 1301 aux consuls de Perpignan le terrain d'un ancien monastère des frères de la Pénitence dans le but d'y faire édifier une église dédiée à Sainte-Marie. Une première chapelle primitive est alors utilisée en attendant la construction de l'édifice définitif. L'inauguration de la nouvelle église aurait eu lieu en 1321. Elle est alors constituée d'une nef unique bordée de seize chapelles et comprenant une abside polygonale.
Une collégiale de douze chanoines est installée en 1340 par le roi Jacques III. Un groupe de chanoines augustins d'Espira-de-l'Agly vient agrandir la communauté en 1381 et ce qui n'était alors qu'un prieuré devient alors l'abbaye de la Réal.
Du 15 novembre 1408 au 26 mars 1409, durant l'abbatiat d'Adhémar de Montpalau, se tient dans l'église le concile de la Réal, convoqué par l'antipape Benoît XIII afin de chercher une solution au grand schisme. Durant cette période ont lieu quatorze réunions, auxquelles participent 349 Pères, comprenant notamment sept cardinaux, trois patriarches, onze archevêques et trente-six évêques. L'assemblée finit par produire le 1er février un avis d'abdication commune à négocier pour Grégoire XII et Benoît XIII, mais le concile se termine sans que Benoît XIII ait pris une décision.
Bombardé en 1539, le clocher-tour quadrangulaire est partiellement détruit l'année suivante et reconstruit en 1545.
Après la mort de l'abbé Maciquez en 1646, l'abbaye est mise sous séquestre. Resté vacant quelques années, le siège d'abbé est attribué en 1653 à Jean-Baptiste Chiaveri de Valenti, qui avait pris parti pour la France. Un certain Joseph Balba ayant obtenu à Rome de pouvoir récupérer cette fonction, Louis XIV écrit en personne le 29 octobre 1660 au Conseil souverain de Roussillon afin de s'assurer qu'il conserve sa charge. Toutefois, Chiaveri doit attendre jusqu'au 19 octobre 1669 avant de recevoir les bulles de provision et, de plus, de 1673 à 1680 soutenir de nombreux procès en lien avec l'abbaye. Les membres de la communauté eux-mêmes ne finissent par reconnaître l'abbé Chiaveri que le 30 décembre 1679, soit vingt-six ans après sa nomination.
Depuis 1695, les titres d'abbés de la Réal étaient attribués aux évêques d'Elne, qui en tiraient une source de revenus. Le 9 avril 1781, l'évêque Charles de Gouy fait valider par le pape Pie VI l'union perpétuelle de l'abbaye de la Réal à la mense épiscopale.
En 1793, l'église est désaffectée puis transformée en parc d'artillerie. Elle est rendue au culte en 1803.
Depuis 1923 et encore à ce jour, les scouts du groupe Notre Dame La Réal 1ère Perpignan occupent les locaux de la paroisse. 
Le 20 janvier 1983, l'église est classée aux Monuments historiques.

## Abbés de la Réal
La liste des abbés de la Réal est la suivante :
- Jacques Borró (1381-1384), ancien prieur d'Espira-de-l'Agly depuis 1373[8] ;
- Antoine Gircos (1384-1404), mort en 1404[9] ;
- Adhémar de Montpalau (1404-1421), résigne le 6 avril 1421 et meurt le 7 novembre 1457[10] ;
- Pierre Plassa (1421-1427), chanoine du monastère de la Réal et prieur de Castelnou[10] ;
- Jean d'Avinyo (1430-1459), mort en 1459[11] ;
- Jean Sirach (1462), chanoine et sacristain de l'abbaye de la Réal, abbé de la Réal seulement cinq mois[12] ;
- Jean Ribes (1467-1488)  ;
- Louis d'Abenable (1489-1493), napolitain et neveu de Boffille de Juge, aussi abbé de Saint-Génis-des-Fontaines, meurt en 1493[13] ;
- Bernard de Carvajal (1501-1505), créé cardinal de Sainte-Croix en 1501;
- Francisco de Remolins (1505-1514?), créé cardinal de Lérida en 1503 ;
- Jean Calvet (1514-1543?), chanoine d'Elne priginaire de Cardona, nommé abbé de la Réal le 26 février 1514, meurt avant 1550[14] ;
- Jean Marles et de Malla (?) ;
- Onuphre Giginta (1558) ;
- Narcisse Viader (1559-1563), chanoine de la collégiale Saint-Jean puis vicaire général du diocèse d'Elne, abbé de la Réal de 1559 jusqu'au 28 mars 1563, après que les chanoines de la Réal se soient plaints de la gestion de son frère Sébastien Viader, alors séquestre de la collégiale[15] ;
- Étienne Puig (1572-1586) ;
- Raphaël Balle (1598-1612), grand vicaire de l'évêque d'Elne, abbé de la Réal de 1598 au 8 décembre 1612[16] ;
- Joseph Maciquez (1614-1646), né en 1542 à Peralta de Calasanz, nommé abbé de la Réal en 1614, il meurt à Rome le 9 août 1646 à l'âge de 104 ans[4] ;
- Jean-Baptiste Chiaveri de Valenti (1653-1684), italien, évêque élu de Solsona en 1653, mort le 5 septembre 1684[5] ;
- Joseph de Trobat (1685-1689), nommé abbé de la Réal le 4 août 1685, il est transféré à l'abbaye Saint-Michel de Cuxa le 29 août 1689 et meurt le 12 septembre 1701[17].

À partir de 1695, le titre d'abbé de la Réal est un privilège attribué aux différents évêques d'Elne, avec celui d'autres abbayes du Roussillon.
- Jean de Flamanville (1695-1721), nommé le même jour évêque d'Elne et abbé de la Réal, le 8 septembre 1695[18] ;
- Jean de Lanta (1726-1743), évêque d'Elne, il reçoit également le titre d'abbé d'Arles[19] ;
- Charles de Gouy (1743-1783) ;
- Jean d'Agay (1783-1788) ;
- Antoine d'Esponchez (1788-1790).